# Campeonato sub-19 de la AFF 2011
El Campeonato sub-19 de la AFF 2011 se llevó a cabo en Myanmar del 8 al 21 de septiembre y contó con la participación de 10 selecciones juveniles del Sureste de Asia.
Tailandia venció en la final a Vietnam para conseguir su tercer título del torneo.

## Fase de grupos

### Grupo A
| País      | J | G | E | P | GF | GC | GD  | PTS |
| --------- | - | - | - | - | -- | -- | --- | --- |
| Tailandia | 4 | 4 | 0 | 0 | 14 | 0  | +14 | 12  |
| Malasia   | 4 | 2 | 1 | 1 | 12 | 1  | +11 | 7   |
| Camboya   | 4 | 1 | 2 | 1 | 6  | 9  | -3  | 5   |
| Singapur  | 4 | 0 | 2 | 2 | 2  | 11 | -9  | 2   |
| Filipinas | 4 | 0 | 1 | 3 | 4  | 17 | -13 | 1   |

| 9 de septiembre de 2011 | Filipinas | 1 - 1   | Singapur    | Thuwunna Stadium, Yangón    |                             |
|                         | Liay 38'  | Reporte | Stephen 84' | Árbitro(s): Oki Dwi Senjaya | Árbitro(s): Oki Dwi Senjaya |

| 9 de septiembre de 2011 | Camboya | 0 - 0   | Malasia | Thuwunna Stadium, Yangón |  |
|                         |         | Reporte |         |                          |  |

| 11 de septiembre de 2011 | Malasia | 0 - 1   | Tailandia  | Thuwunna Stadium, Yangón |  |
|                          |         | Reporte | Pakorn 37' |                          |  |

| 11 de septiembre de 2011 | Camboya                                          | 5 - 3   | Filipinas            | Aung San Stadium, Yangón |  |
|                          | Rathas 44' 56' 75' · Mony Udom 45' · Samouen 52' | Reporte | Arboleda 63' 89' 90' |                          |  |

| 13 de septiembre de 2011 | Tailandia                                                                   | 5 - 0   | Camboya | Thuwunna Stadium, Yangón |  |
|                          | Jaturong 3' · Itthipol 39' · Narubadin 48' · Nitipong 84' · Chalongchai 90' | Reporte |         |                          |  |

| 13 de septiembre de 2011 | Singapur | 0 - 6   | Malasia                                                 | Aung San Stadium, Yangón |  |
|                          |          | Reporte | Ishak 9' · Akram 21' 36' · Ridzuan 47' · Bahari 89' 90' |                          |  |

| 15 de septiembre de 2011 | Camboya       | 1 – 1   | Singapur      | Thuwunna Stadium, Yangón |  |
|                          | Mony Udom 60' | Reporte | Nur Naiim 79' |                          |  |

| 15 de septiembre de 2011 | Filipinas | 0 – 5   | Tailandia                                                        | Aung San Stadium, Yangón |  |
|                          |           | Reporte | Chalongchai 25' 44' · Jaturong 47' · Narubadin 79' · Adisorn 81' |                          |  |

| 17 de septiembre de 2011 | Malasia                                                                  | 6 - 0   | Filipinas | Thuwunna Stadium, Yangón |  |
|                          | Ishak 2' 8' · Bellezon 18' (a.g.) · Syafiq 38' · Ridzuan 51' · Akram 60' | Reporte |           |                          |  |

| 17 de septiembre de 2011 | Singapur | 0 - 3   | Tailandia                   | Aung San Stadium, Yangón |  |
|                          |          | Reporte | Vittaya 19' · Athit 43' 64' |                          |  |

### Grupo B
| País      | J | G | E | P | GF | GC | GD  | PTS |
| --------- | - | - | - | - | -- | -- | --- | --- |
| Vietnam   | 4 | 3 | 1 | 0 | 18 | 2  | +16 | 10  |
| Birmania  | 4 | 3 | 1 | 0 | 9  | 1  | +8  | 10  |
| Indonesia | 4 | 1 | 1 | 2 | 14 | 10 | +4  | 4   |
| Laos      | 4 | 1 | 1 | 2 | 10 | 8  | +2  | 4   |
| Brunéi    | 4 | 0 | 0 | 4 | 0  | 30 | -30 | 0   |

| 8 de septiembre de 2011 | Laos                                        | 3 - 3   | Indonesia                     | Thuwunna Stadium, Yangón |  |
|                         | Sengdao 28' · Xaisongkham 39' · Souliya 65' | Reporte | Syahru 15' 82' · Rahmat 90+4' |                          |  |

| 8 de septiembre de 2011 | Brunéi | 0 - 7   | Vietnam                                                                                            | Thuwunna Stadium, Yangón |  |
|                         |        | Reporte | Nguyễn Thanh Hiển 15' 25' 71' · Nguyễn Xuân Nam 17' 23' · Phan Đình Thắng 71' · Nguyễn Tuân Vũ 83' |                          |  |

| 10 de septiembre de 2011 | Vietnam                  | 1 - 1   | Birmania           | Thuwunna Stadium, Yangón |  |
|                          | Naing Ko Lin 45+' (a.g.) | Reporte | Yan Naing Htwe 88' |                          |  |

| 10 de septiembre de 2011 | Brunéi | 0 - 7   | Laos                                                                                 | Aung San Stadium, Yangón |  |
|                          |        | Reporte | Sitthideth 40' · Lembo 44' 45' 75' · Souliya 58' · Souksadakone 60' · Phouthasin 74' |                          |  |

| 12 de septiembre de 2011 | Myanmar                                                                        | 6 - 0   | Brunéi | Thuwunna Stadium, Yangón |  |
|                          | Yan Naing Htwe 9' 35' · Soe Paing Thway 41' · Thiha Zaw 83' 87' · Ye Ko Ko 90' | Reporte |        |                          |  |

| 12 de septiembre de 2011 | Indonesia | 1 - 6   | Vietnam                                                                                                | Aung San Stadium, Yangón |  |
|                          | Zoel 13'  | Reporte | Nguyễn Thanh Hiển 3' · Nguyễn Xuân Nam 5' · Que Ngoc Hai 36' · Ho Sy Sam 47' 57' · Phan Đình Thắng 59' |                          |  |

| 14 de septiembre de 2011 | Brunéi | 0 - 10  | Indonesia                                                                         | Aung San Stadium, Yangón |  |
|                          |        | Reporte | Syahru 10' · Rahmat 27' 28' 57' · Zoel 29' 44' 54' · Rahmadana 36' · Dian 60' 73' |                          |  |

| 14 de septiembre de 2011 | Laos | 0 - 1   | Birmania      | Thuwunna Stadium, Yangón |  |
|                          |      | Reporte | Thiha Zaw 24' |                          |  |

| 16 de septiembre de 2011 | Vietnam                                                                   | 4 - 0   | Laos | Aung San Stadium, Yangón       |                                |
|                          | Que Ngoc Hai 34' (pen.) · Nguyễn Xuân Nam 39' 47' · Nguyen Viet Phong 48' | Reporte |      | Árbitro(s): Nagor Amir Mohamed | Árbitro(s): Nagor Amir Mohamed |

| 16 de septiembre de 2011 | Indonesia | 0 - 1   | Birmania           | Thuwunna Stadium, Yangón        |                                 |
|                          |           | Reporte | Yan Naing Htwe 87' | Árbitro(s): Jovanie Villagracia | Árbitro(s): Jovanie Villagracia |

## Fase final
|  | Semifinales              | Semifinales              |   |                          | Final                    | Final |  |
|  |                          |                          |   |                          |                          |       |  |
|  |                          |                          |   |                          |                          |       |  |
|  | Yangón, 19 de setiembre  |                          |   |                          |                          |       |  |
|  | Tailandia                | 2                        |   |                          |                          |       |  |
|  | Birmania                 | 1                        |   |                          |                          |       |  |
|  |                          |                          |   |                          |                          |       |  |
|  |                          |                          |   |                          | Yangón, 21 de setiembre  |       |  |
|  |                          |                          |   |                          | Tailandia (DP 5-4)       | 1     |  |
|  |                          | Vietnam                  | 1 |                          |                          |       |  |
|  |                          |                          |   |                          |                          |       |  |
|  |                          |                          |   |                          |                          |       |  |
|  |                          |                          |   |                          | Tercer lugar             |       |  |
|  | Yangón, 19 de septiembre | Yangón, 19 de septiembre |   | Yangón, 21 de septiembre | Yangón, 21 de septiembre |       |  |
|  | Vietnam                  | 2                        |   | Birmania                 | 0                        |       |  |
|  | Malasia                  | 1                        |   |                          | Malasia (DP 2-4)         | 0     |  |

## Campeón
| Campeonato sub-19 de la AFF 2011 |
| -------------------------------- |
| Bandera de Tailandia             |
| Tailandia 3º Título              |